# اوبوسه، ناگانو
اوبوسه، ناگانو (به لاتین: Obuse, Nagano) یک منطقهٔ مسکونی در ژاپن است که در استان ناگانو واقع شده‌است. اوبوسه ۱۹٫۱۲ کیلومترمربع مساحت و ۱۰٬۶۹۸ نفر جمعیت دارد.